# Aššur-bel-kala
Aššur-bel-kala (Aššur-bēl-kala; Aschschur-bel-kala, Assur-bel-kala, "Aššur beherrscht alles") war König des Assyrischen Reiches und regierte 1073 bis 1056 v. Chr. Aššur-bēl-kala war ein Sohn des Tukulti-apil-Ešarra I. und folgte seinem Bruder Ašared-apil-ekur auf dem Thron. Er war mit einer Tochter des Aramäers Adad-apla-iddina verheiratet, dem er nach dem Tode von Marduk-šapik-zēr-māti 1068 auf den babylonischen Thron half, den dieser bis 1047 innehatte.
Sein Nachfolger wurde sein Sohn Eriba-Adad II.

## Titel
Aššur-bēl-kala nennt Ninurta und Nergal als seine Schutzgötter, „die des Königs Priestertum lieben“ (RIMA 2, A 0.89.7:IV).

## Herrschaft
Aššur-bēl-kala führte zahlreiche Feldzüge gegen seine Feinde, mit Streitwagen und zu Fuß. Er eroberte die „Länder aller Menschen“, von Babylon und Akkad bis zum Oberen Meer in Amurru und dem Meer von Nairi.
In der Folge werden die Bauten des Königs aufgeführt.
Er konnte einige Erfolge gegen die Aramäer erringen, besonders im Gebiet von Tur Abdin (Kašijari). Er zog auch gegen die Muški. Er griff auch babylonisches Gebiet an, so berichtet er von der Einnahme von Städten im Bezirk von Dur-Kurigalzu, wobei der Statthalter Kadašman-Buriaš, Sohn des Itti-Marduk-balatu gefangen genommen wurde.
Aššur-bēl-kala tat sich auch als Jäger hervor. Er jagte wilde Stiere und Kühe am Fuße des Libanon in der Stadt Araziq im Land Hatti und befuhr in einem Schiff aus Arwad das Mittelmeer, wo er ein Seepferd (nahiru) tötete. Aššur-bēl-kala erhielt eine Äffin und einen „Flussmann“ (amīl nāri, vielleicht ein Ichneumon oder ein Seehund) als Geschenk des ägyptischen Pharaoh.
Wildrinder (burḫis und tešēnu) und Kamele handelte er aus den Bergen des Ostens ein.

## Bauten
Nach den Annalen von Tukulti-Ninurta II. ließ Aššur-bēl-kala die Wand der Plattform des Königspalastes südwestlich der Großen Ziggurat erneuern.
Unter Aššur-bēl-kala erhielt Aššur ferner ein bronzebeschlagenes Stadttor.
Aššur-bēl-kala ließ ferner am Palast seines Vaters in Assur weitere Wächterfiguren anbringen: dieser besaß damit zwei nahiru aus Basalt aus dem Mittelmeergebiet, sechs burḫiš-Rinder aus dem Iran, vier Löwen aus Basalt und zwei lamassu aus Alabaster.